# Emanuele Ndoj
Emanuele Ndoj, né le 20 novembre 1996 à Catane, est un footballeur international albanais évoluant au poste de milieu de terrain au Cosenza Calcio.

## Biographie

### En club
Le 31 janvier 2016, il signe son premier contrat professionnel avec Brescia.
Il sera prêté quelques jours plus tard à l'AS Roma avant de revenir à Brescia en fin de saison.

### En équipe nationale
Le 29 mai 2018, il dispute son premier match en équipe d'Albanie en amical contre le Kosovo (défaite 3-0).
Le 3 juin 2018, il inscrit son premier but en amical contre l'Ukraine (défaite 1-4).